# Erika Bergmann
Erika Bergmann (ur. 3 stycznia 1915, zm. 1996) – niemiecka nadzorczyni SS (SS-Aufseherin) w nazistowskich obozach koncentracyjnych Ravensbrück i Flossenbürg, zbrodniarka wojenna.

## Życiorys
W 1943 roku przyjechała do Ravensbrück na przeszkolenie. Następnie w 1944 roku przeniesiono ją do podobozu KL Flossenbürg w Neu Rohlau, niedaleko Chemnitz, a w dalszej kolejności do podobozu Oederan.
Po wojnie sądzona we Wschodnich Niemczech. Skazano ją m.in. za zabicie sześciu osób. W więzieniu odsiadywała wyrok z inną zbrodniarką, Ullą Jürß. Obie wypuszczono na wolność w 1991 roku.